# Iubdo
Iubdo detta anche Youbdo è una città dell'Etiopia occidentale nella regione storica dell'Uollega, attualmente nella regione di Gambela. La sua notorietà deriva dalle alluvioni aurifere e soprattutto platinifere del suo territorio.

## Storia
Nel 1905 l'ingegnere italiano Alberto Prasso ottenne da Menelik II, imperatore d'Etiopia, una vasta concessione per ricerche aurifere nella zona attorno al fiume Birbir con centro il villaggio di Iubdo. Prasso costituì una società di diritto francese, la "Societè miniere des concessions Prasso", ma con capitale prevalentemente italiano, e iniziò le ricerche.
Il platino venne scoperto nel 1924 e da quell'anno iniziò un regolare ed intenso sfruttamento del giacimento. Negli anni di maggior sviluppo la miniera dava lavoro ad oltre 2.500 lavoratori. Gli ultimi dati disponibili, al 2007, danno la miniera ancora produttiva.

## Natura del giacimento
Il materiale platinifero si presenta frammisto a terreno argilloso proveniente dalla decomposizione di una roccia assai rara, la Dunite che contiene il platino, mediamente, con un tenore di 0,34 grammi per tonnellata. I concentrati minerali di Iubdo contengono circa il 78% di platino e minori percentuali di altri metalli pregiati: oro, iridio, palladio, osmiridio e altri.